# ギヨーム・ソロ
ギヨーム・キバフォリ・ソロ（フランス語: Guillaume Kigbafori Soro, 1972年5月8日 - ）はコートジボワールの政治家。2007年3月29日のワガドゥグ合意以降、2012年3月まで同国の首相を務めた。2011年より2012年まで国防大臣を兼任。2019年に再入国を阻止されており、フランスに在住。

## 経歴
ムスリムの多いコートジボワール北部の出身だが、ソロ自身はカトリック信徒である。1995年から1998年までコートジボワール学生連盟（Fédération estudiantine et scolaire de Côte d'Ivoire）を指導していた。
1999年12月にクーデターに成功したロベール・ゲイ将軍を支持していたが、2000年の大統領選挙でアラサン・ワタラが排除された際にワタラの支持に回っている。
反政府運動であるコートジボワール新勢力の事務総長を務めており、また現在コートジボワール愛国運動（Mouvement patriotique de Côte d'Ivoire）の事務総長を務めている。ソロが指揮する勢力は2002年から2007年の間、コートジボワール国土の48％を実効支配していた。2007年にブアケ空港で暗殺未遂を受けている。
2010年大統領選挙では、アラサン・ワタラ候補の当選を支持し、ローラン・バグボ政権の首相を辞任、後にワタラ政権の首相として再任された。2011年より国防大臣を兼任。2012年3月13日に首相を退任した。
2016年には、ブルキナファソが、ソロが同国の2015年ブルキナファソクーデターに関与したとして、国際逮捕状を発行した。
2019年12月24日、2020年10月の大統領選出馬を目指し避難先の国外から帰国しようとしたが治安部隊により阻止された。
2020年4月28日、ブルキナファソの裁判所は、フランスに逃亡中のソロに対し、横領やマネーロンダリングなどの罪で、禁錮20年と5年間の公民権停止を言い渡した。
しかし、ソロはアフリカ人権裁判所に上訴し、同裁判所は、コートジボワールの逮捕状に執行停止命令を附した。このため2020年4月、コートジボワールは同人権裁判所を脱退した。
2023年7月、ソロが暗殺に関与したとされる2011年4月の元コートジボワール反政府軍指導者のイブラヒマ・クリバリの暗殺事件の捜査に、フランス・パリの予審判事が任命された。